# St. Maria Königin (Troisdorf)

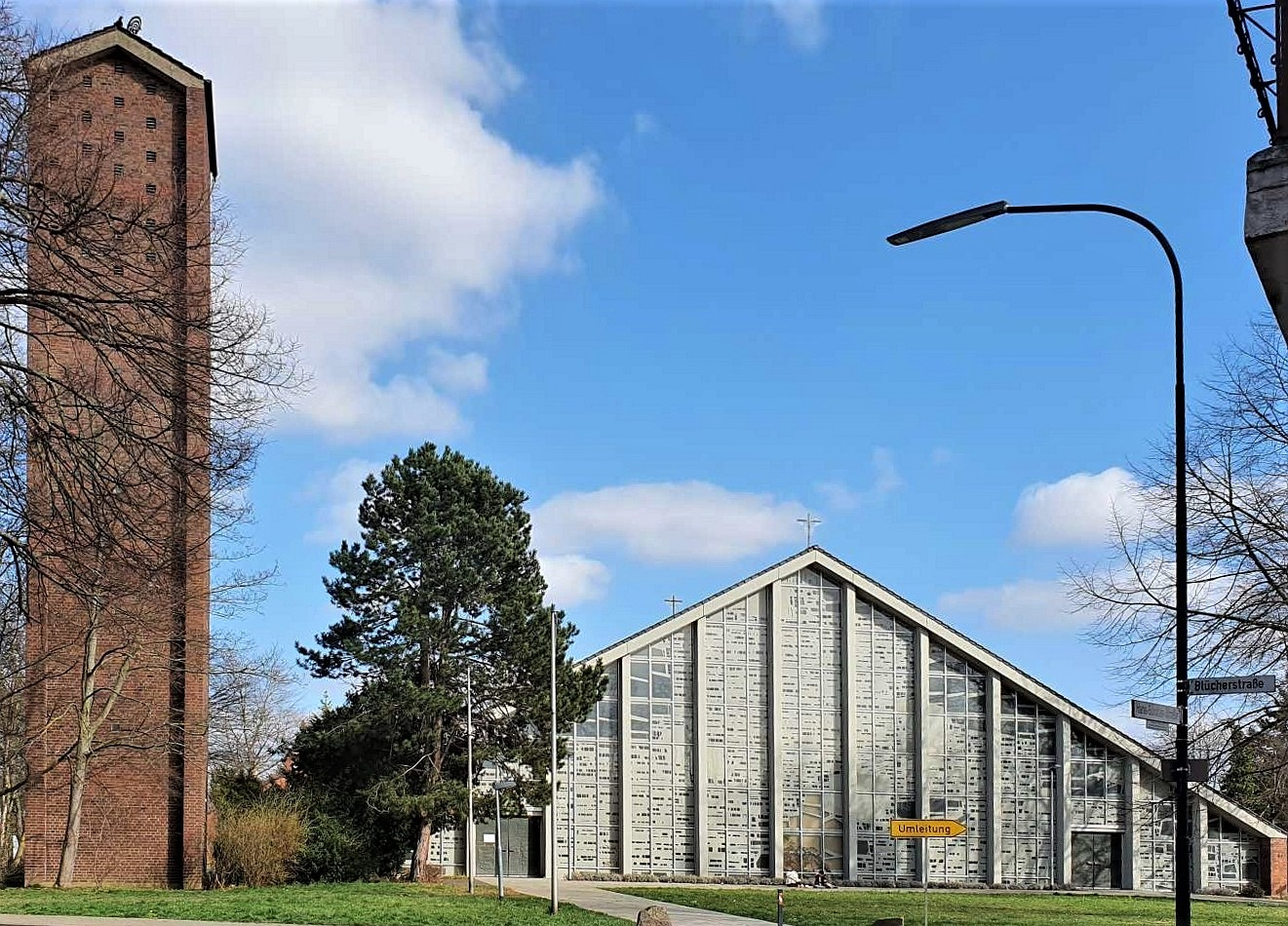
St. Maria Königin Troisdorf von Westen

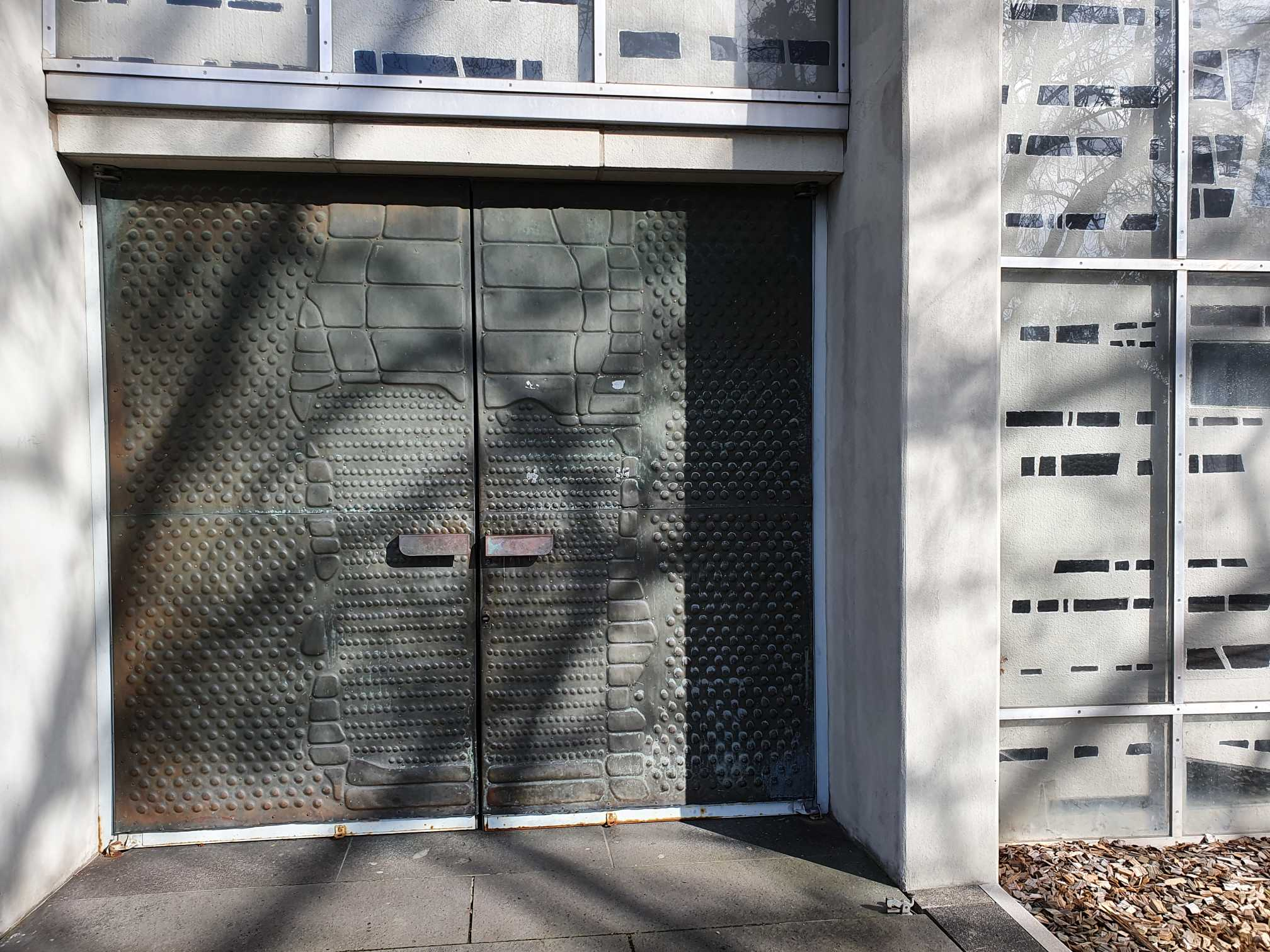
St. Maria Königin Troisdorf Portal

St. Maria Königin ist eine römisch-katholische Kirche in Troisdorf-West, einem Stadtteil von Troisdorf im nordrhein-westfälischen Rhein-Sieg-Kreis. Sie gehört zum Seelsorgebereich Troisdorf im Kreisdekanat Rhein-Sieg-Kreis (Erzbistum Köln).

## Geschichte
Die Kirche wurde zwischen 1960 und 1962 an der Blücherstraße / Mozartstraße für die damals neu gegründete, gleichnamige Pfarrgemeinde nach Plänen von Stefan Leuer in Zeltform mit frei stehendem Glockenturm erbaut.
Die Kirche musste bereits 1971 wegen Baumängeln geschlossen werden. Sie wurde bis 1974 in der ursprünglichen Form größtenteils neu errichtet.

## Ausstattung
Das hervorstechende bauliche Kennzeichen ist die 14 Meter hohe Hauptfassade. Sie besteht – gegliedert von zwölf schmalen Betonstreben – aus vom Boden bis zum Dachansatz reichenden Fensterbahnen. Gestaltet wurde sie von Ludwig Schaffrath gemeinsam mit dem Architekten und den Glaswerkstätten Hein Derix Kevelaer.
Das Innere der Kirche ist ein einheitlicher Raum – ohne Trennung von Altarraum vom Gemeinderaum und ohne Chorraum als eigenen Baukörper.
Altar und Tabernakel aus schwarzem, weiß geäderten Taunus-Marmor sind Werke des Kölner Künstlers Heinz Gernot. Dieser schuf auch die Leuchter, die den Altar umgeben und das Kreuz, das darüber schwebt.
Den Altarbereich umgibt das Gestühl im Halbkreis. Die hinteren Bänke stehen gemeinsam mit der unmittelbar vor der Westwand stehenden Orgel auf einem Podest, das stufenförmig erhöht ist und insbesondere dem Kirchenchor dienen kann.
Die Orgel wurde von E. F. Walcker aus Ludwigsburg gebaut. Sie umfasst 15 klingende Register, verteilt auf zwei Manuale und Pedal. Die Disposition entwarf der Kölner Domorganist Josef Zimmermann.
An der Südwand hat der ebenfalls aus schwarz-weiß geädertem Marmor gefertigte Taufstein mit der fein geätzten Plexiglasabdeckung (von Ludwig Schaffrath) seinen Platz. Zudem stehen die beiden Beichtstühle an dieser Seite. Die 14 Stationen des Kreuzwegs wurden von Egino Weinert gestaltet.

## Glocken
Die vier Kirchenglocken aus Bronze wurden 1964 von Hans Hüesker (Glockengießerei Petit & Gebr. Edelbrock in Gescher) gegossen.
| Name            | Stimmung | Durchmesser (mm) | Gewicht (kg) | Inschrift                                                                                          |
| Johannes-Glocke | dis′ +7  | 1280             | 1350         | Hl. JOHANNES DER TÄUFER 1 9 6 4 J. E.                                                              |
| Michael-Glocke  | fis′ +7  | 1055             | 0750         | +HL. MICHAEL, RUFE UNSER VOLK ZUR EINHEIT 1 9 6 4 Die Stadt Troisdorf (Wappen der Stadt Troisdorf) |
| Frieden-Glocke  | gis′ +7  | 0935             | 0520         | +KÖNIGIN DES FRIEDENS, ERFLEHE DEN FRIEDEN! 1 9 6 4                                                |
| Gabriel-Glocke  | dis″ +12 | 0816             | 0360         | +"HL. GABRIEL" VERKÜNDE: "AVE MARIA" 1 9 6 4 Feodora Pitzek                                        |

## Denkmalschutz
Die Kirche St. Maria Königin iEs steht als Baudenkmal unter Denkmalschutz.